# Hossein Tehrani (arbitre)
Pour les articles homonymes, voir Tehrani.
Ashgar Hosseini Tehrani ou Hossein Tehrani est un ancien arbitre iranien de football des années 1960.

## Carrière
Il a officié dans une compétition majeure : 
- JO 1964 (1 match)